# 佐々木駿 (ラグビー選手)
佐々木 駿（ささき しゅん、1989年3月6日 - ）は、ラグビーユニオン選手。

## プロフィール
- 関東代表に選ばれたことがある[1]。

## 来歴
2007年、富山工業高校卒業後、日本体育大学に入る。
2011年、日本体育大学卒業後、三菱重工相模原ダイナボアーズに加入。
2018年、宗像サニックスブルースに加入。
2021年、花園近鉄ライナーズに加入。
2025年5月、花園近鉄ライナーズを退団。